# 貝韋拉河
43°49′19″N 7°35′3″E / 43.82194°N 7.58417°E
貝韋拉河是歐洲的河流，流經法國東南部和意大利西北部，河道全長38公里，流域面積81.5平方公里，平均流量每秒1,030立方米，發源自濱海阿爾卑斯山脈的穆利內附近，河口處在魯瓦亞河。

## 外部連結
- http://www.geoportail.fr （页面存档备份，存于）
- The Bévéra at the Sandre database （页面存档备份，存于）